# Voile aux Jeux olympiques d'été de 2020 - RS:X femmes
Pour un article plus général, voir Voile aux Jeux olympiques d'été de 2020.
Navigation
Rio de Janeiro 2016 Paris 2024
L'épreuve de RS:X femmes des Jeux olympiques d'été de 2020 a lieu du 25 au 31 juillet à Tokyo.
Les régates se déroulent au sein du port d'Eno-shima situé sur une petite île dans la baie de Sagami.

## Format de la compétition
Cette épreuve comprend une série de 12 régates. À chaque régate, les points sont attribués en fonction de la position : le vainqueur obtient un point, le deuxième marque deux points, et ainsi de suite.
Après les 12 premières régates, les points attribués dans la course où le concurrent a réalisé sa plus mauvaise performance sont retirés et les points restants sont additionnés.
Les 10 athlètes avec les meilleurs scores disputent ensuite la régate finale s'appelant la course aux médailles pour laquelle les points sont doublés : deux points pour la première place, quatre points pour la deuxième place et ainsi de suite.
Le total des points obtenus à l’issue de la course de médaille détermine le classement, ainsi l'athlète ayant le score le plus bas est déclaré vainqueur
Pendant les courses, les concurrents effectuent un parcours en forme d’énorme triangle, se dirigeant vers la ligne d'arrivée après avoir affronté le vent dans les trois directions. Ils doivent passer les bouées de marquage un certain nombre de fois et dans un ordre prédéterminé.

## Programme
| 25 juillet                 | 26 juillet                 | 27 juillet | 28 juillet                 | 29 juillet                    | 30 juillet | 31 juillet           |
| -------------------------- | -------------------------- | ---------- | -------------------------- | ----------------------------- | ---------- | -------------------- |
| Course 1 Course 2 Course 3 | Course 4 Course 5 Course 6 | Repos      | Course 7 Course 8 Course 9 | Course 10 Course 11 Course 12 | Repos      | Course aux médailles |

## Résultats
|                                     |                      | Courses | Courses | Courses | Courses | Courses | Courses | Courses | Courses | Courses | Courses | Courses | Courses | Total | Course aux médailles | Total final |
| ----------------------------------- | -------------------- | ------- | ------- | ------- | ------- | ------- | ------- | ------- | ------- | ------- | ------- | ------- | ------- | ----- | -------------------- | ----------- |
| Médaille d'or, Jeux olympiques      | Lu Yunxiu            | 2       | 9       | 25      | 2       | 2       | 1       | 4       | 2       | 1       | 2       | 3       | 2       | 30    | 6                    | 36          |
| Médaille d'argent, Jeux olympiques  | Charline Picon       | 1       | 6       | 2       | 9       | 1       | 4       | 2       | 3       | 6       | 3       | 2       | 6       | 36    | 2                    | 38          |
| Médaille de bronze, Jeux olympiques | Emma Wilson          | 5       | 2       | 6       | 1       | 4       | 2       | 1       | 1       | 28      | 6       | 1       | 5       | 34    | 4                    | 38          |
| 4                                   | Marta Maggetti       | 6       | 3       | 3       | 13      | 6       | 7       | 5       | 6       | 3       | 5       | 6       | 8       | 58    | 8                    | 66          |
| 5                                   | Lilian de Geus       | 8       | 11      | 1       | 8       | 3       | 11      | 3       | 4       | 4       | 9       | 5       | 4       | 60    | 12                   | 72          |
| 6                                   | Katy Spychakov       | 3       | 5       | 9       | 7       | 10      | 3       | 13      | 13      | 9       | 1       | 4       | 1       | 65    | 20                   | 85          |
| 7                                   | Laerke Buhl-Hansen   | 9       | 4       | 8       | 4       | 9       | 8       | 6       | 5       | 5       | 8       | 9       | 9       | 75    | 18                   | 93          |
| 8                                   | Hayley Victoria Chan | 12      | 8       | 13      | 5       | 7       | 6       | 8       | 14      | 7       | 4       | 8       | 3       | 81    | 14                   | 95          |
| 9                                   | Zofia Klepacka       | 4       | 1       | 14      | 16      | 16      | 9       | 7       | 8       | 2       | 11      | 7       | 7       | 86    | 10                   | 96          |
| 10                                  | Patricia Freitas     | 13      | 14      | 4       | 11      | 12      | 10      | 9       | 7       | 19      | 10      | 15      | 12      | 117   | 16                   | 133         |

## Médaillés
| Or              | Argent               | Bronze            |
| Lu Yunxiu (CHN) | Charline Picon (FRA) | Emma Wilson (GBR) |